# Údolí Viñales
Údolí Viñales (španělsky Valle de Viñales) je krasové údolí na západě Kuby. Leží v provincii Pinar del Río 150 km jihozápadně od Havany. Městečko Viñales, podle kterého se údolí jmenuje, leží právě v tomto údolí. Údolí je obklopeno tzv. mogoty, které jsou nejvýraznějším charakteristickým krajinným prvkem celé oblasti. V roce 1999 bylo údolí vyhlášeno za kubánský národní park (Parque Nacional Viñales) a zároveň zapsáno na seznam Světového dědictví UNESCO.

## Geografie a geologie

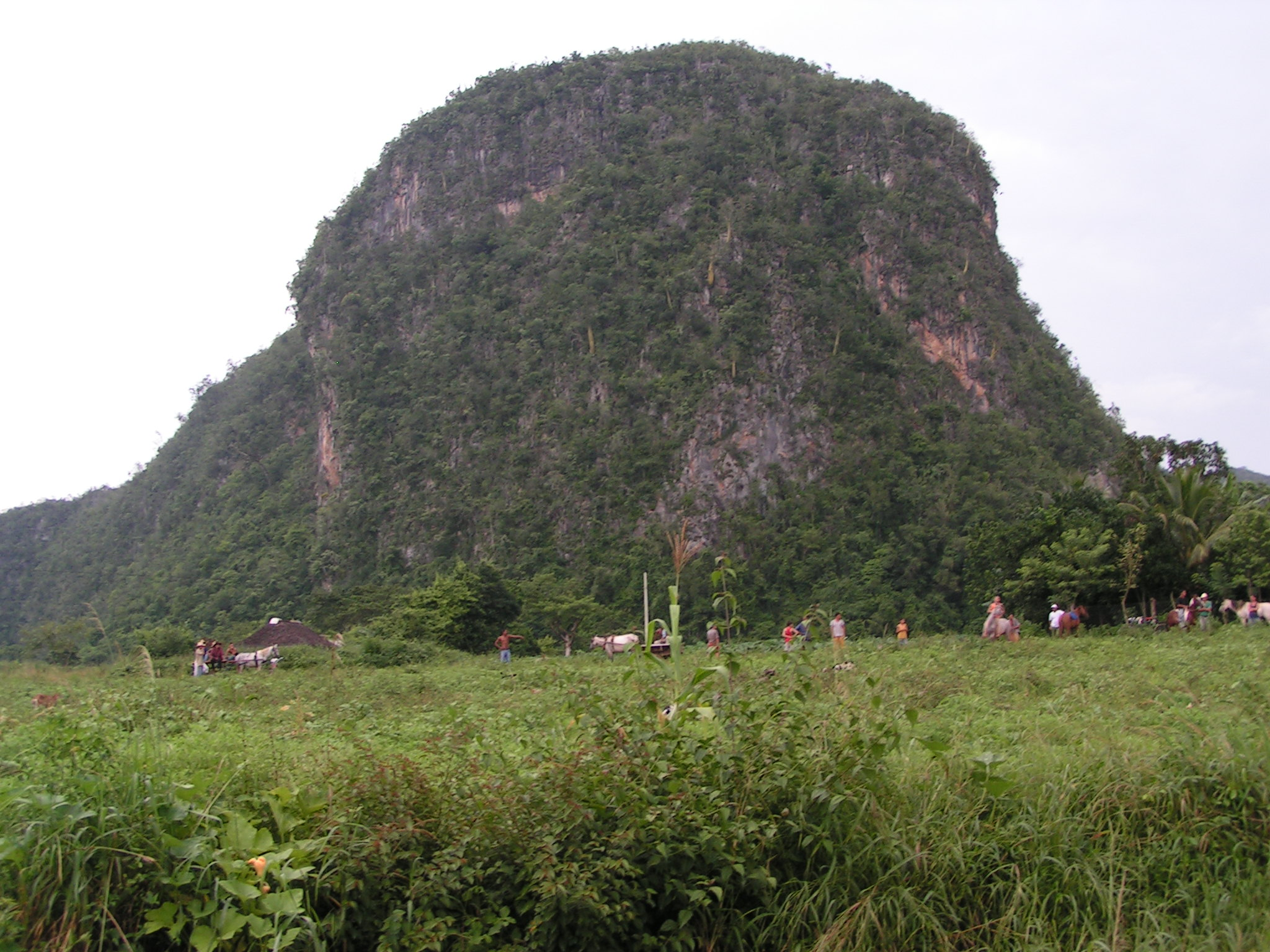
Mogot v údolí Viñales

Údolí, zhruba 10 km dlouhé a 4 km široké, se rozprostírá v pohoří Sierra de los Órganos. Oblast patří ke geologicky nejstarším územím na Kubě, zdejší vápencové horniny jsou asi 170 miliónů let staré. Reliéf byl formován erozí a procesem zkrasovatění, kromě kupovitých a kuželovitých vyvýšenin ve tvaru mogotů, vysokých až 300 metrů, se zde nacházejí také četné jeskynní systémy a podzemní toky.

## UNESCO
Důvody zapsání na seznam Světového kulturního dědictví mimo jiné byly:
- zemědělci, kteří zde obdělávají pole (z části i tabákové) používají stále původní způsoby práce nezměněné po několik století
- statky a vesnice si zachovaly původní koloniální architekturu
- zdejší multikulturní společnost dobře ilustruje kulturní vývoj karibských ostrovů, především pak Kuby

## Fotogalerie

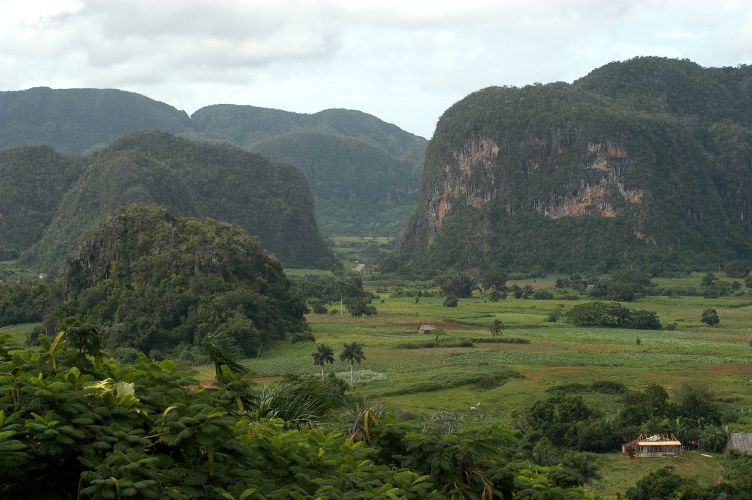
Mogoty v údolí Viñales
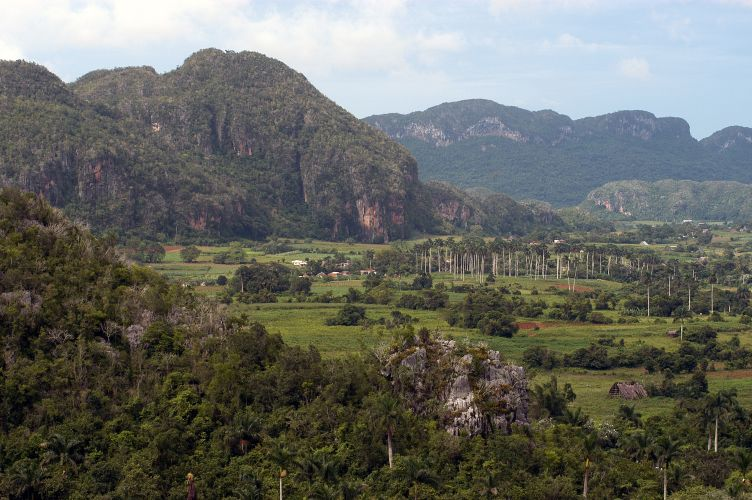
Kulturní krajina
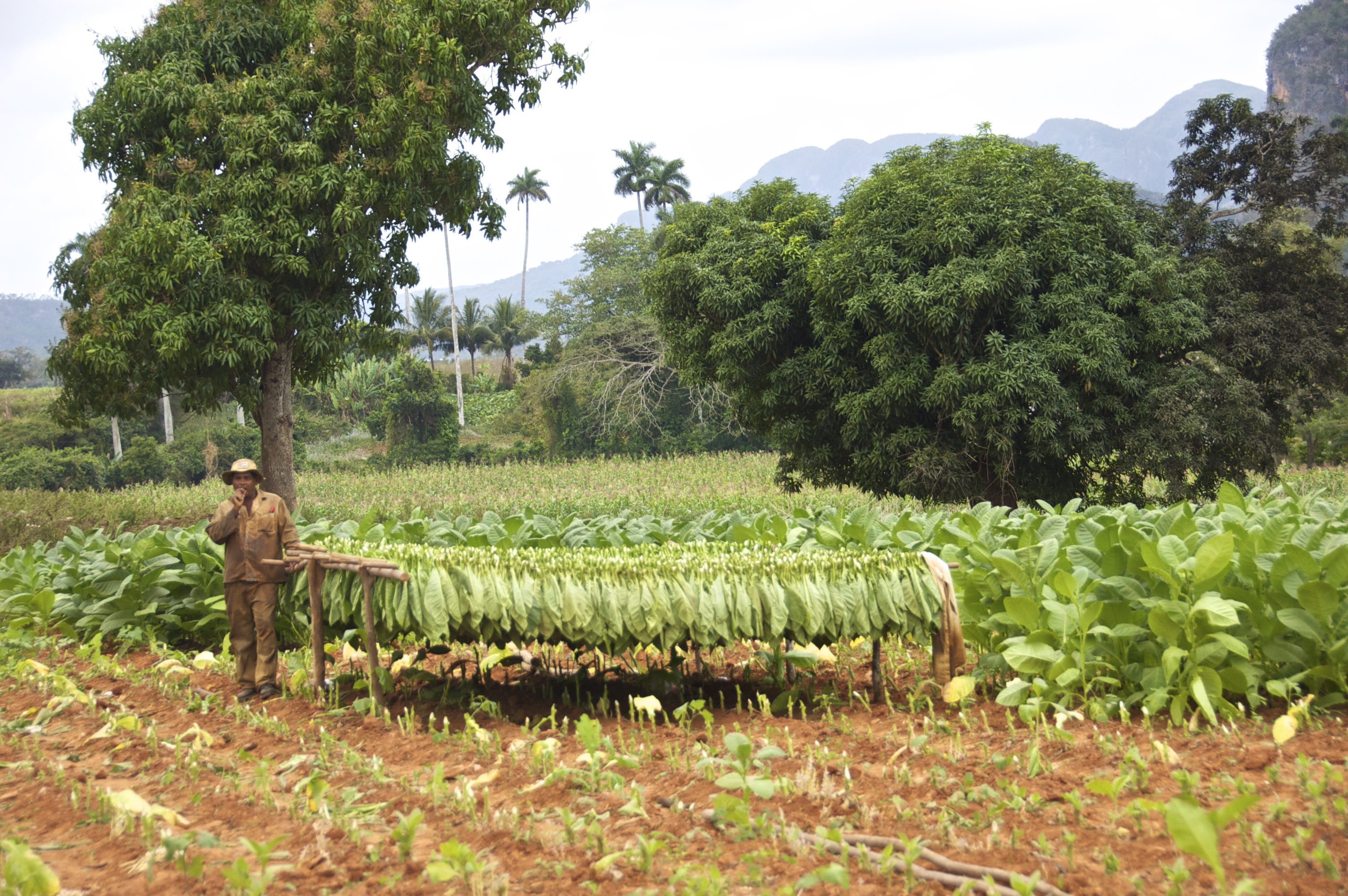
Sklizeň tabáku
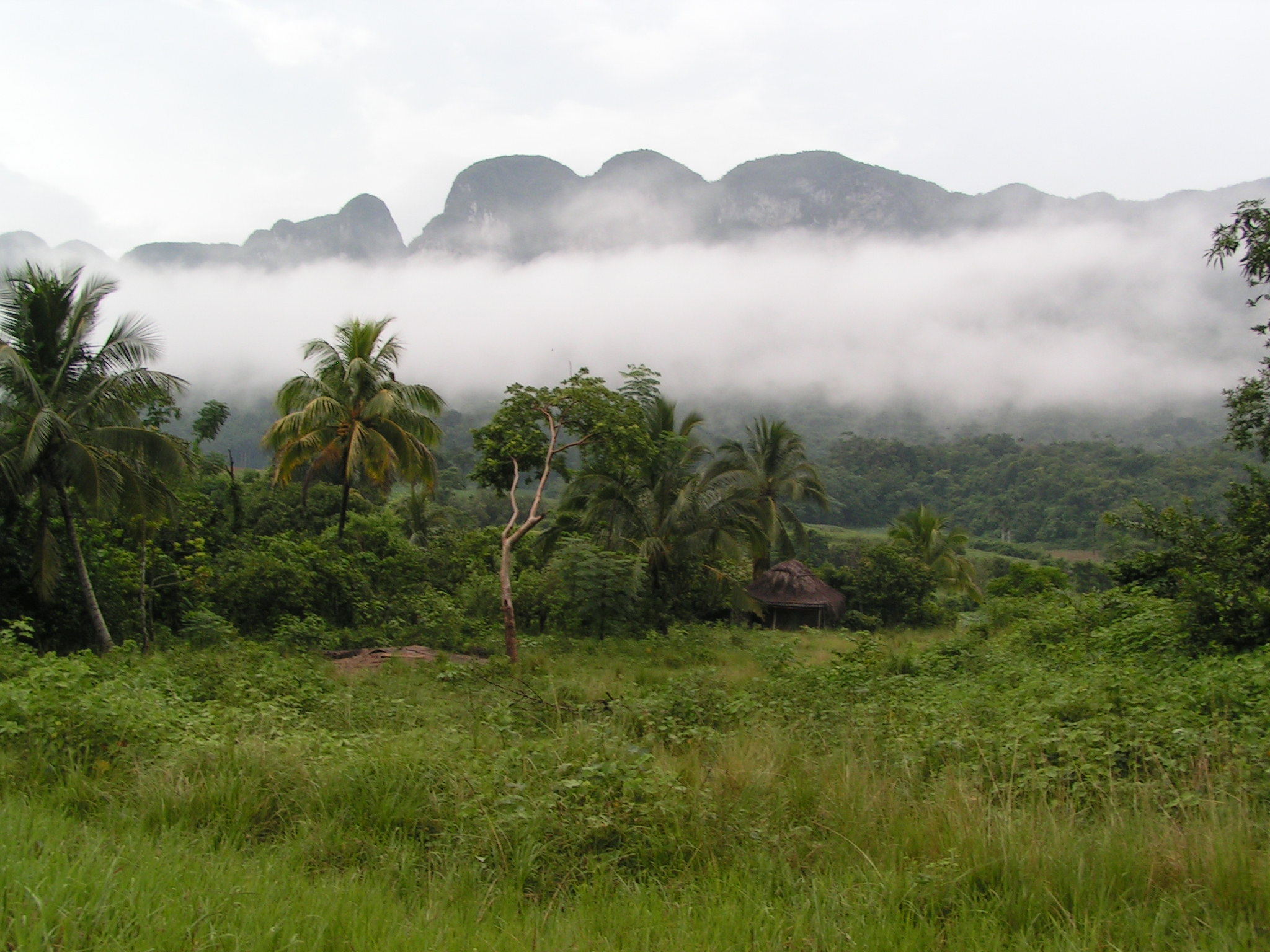
Mlha nad údolím